# آن نافع أوسي
آن نافع أوسي بلبول (ولدت: 23 سبتمبر 1964) سياسية عراقية ووزيرة الإعمار والإسكان والبلديات العامة العراقية السابقة.

## الشهادات الحاصلة عليها
- بكالوريوس بالهندسة المدنية/ جامعة بغداد للعام 1985 – 1986.
- ماجستير علوم في الهندسة المدنية اختصاص إنشاءات من جامعة بغداد بموجب الأمر الجامعي المرقم 3004 في 16/2/2003 الصادر عن وزارة التعليم العالي والبحث العلمي - جامعة بغداد - قسم الدراسات العليا.
- دكتوراه في الهندسة المدنية اختصاص إنشاءات من جامعة بغداد بموجب الأمر الجامعي المرقم د.ع /3577 في 25/10/2009 الصادر عن وزارة التعليم العالي والبحث العلمي/ جامعة بغداد/ قسم الدراسات العليا.

## الأعمال الهندسية المنجزة
- التصميم الإنشائي لعدد من جسور المشاة في بغداد المنفذة من قبل أمانة بغداد للفترة من 1988 إلى 2000.
- التصميم الإنشائي لعدد من القناطر ضمن الطرق المنفذة من قبل أمانة بغداد للفترة 1988 إلى 2000.
- التصميم الإنشائي لعدد من الأبنية متعددة الطوابق المنفذة من قبل أمانة بغداد من العام 1989 إلى الآن.
- التدقيق والمصادقة على التصاميم الإنشائية والصحية وجداول الكميات للمجسرات التالية:
- مجسر القدس الداخل في مدينة الصدر.
- مجسر ساحة 83 في مدينة الصدر.
- مجسر السلام من مجسرات الطريق الحلقي.
- التدقيق والمصادقة على التصاميم الإنشائية لمجسر بغداد الحلة.